# ژیژیتسه
ژیژیتسه (به لاتین: Žižice) یک منطقهٔ مسکونی در جمهوری چک است که در شهرستان کلادنو واقع شده‌است. ژیژیتسه ۷٫۸۶ کیلومتر مربع مساحت و ۸۱۷ نفر جمعیت دارد و ۳۹۴ متر بالاتر از سطح دریا واقع شده‌است.